# Censo de Filipinas de 2020
El censo de Filipinas de 2020 (conocido en inglés y de manera oficial como 2020 Census of Population and Housing, abreviado CPH) es el decimoquinto censo de Filipinas, y el segundo acometido por la Autoridad de Estadística de Filipinas.

## Historia

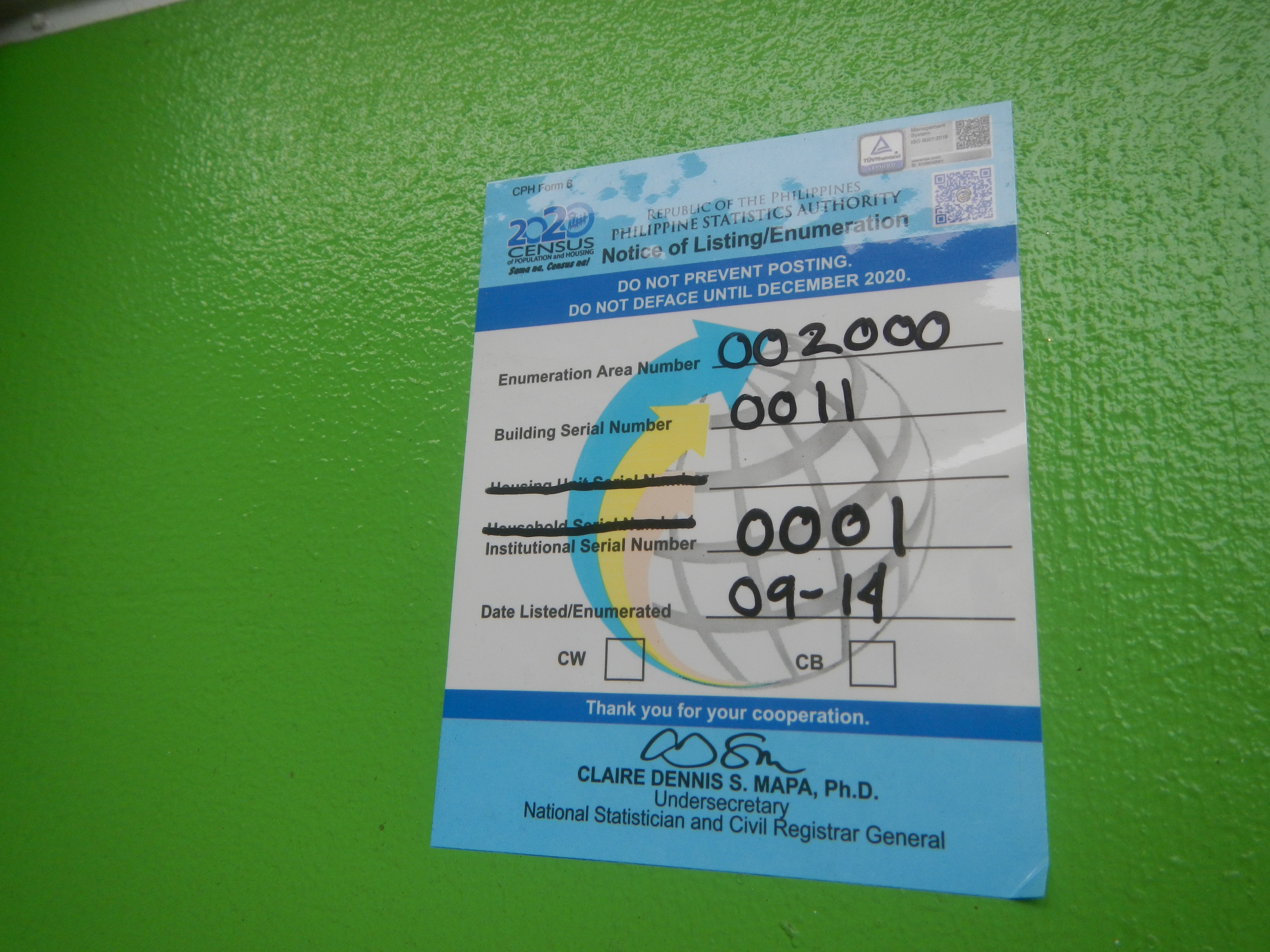
Pegatina que indicaba que una vivienda ya había recibido la visita de un encuestador

La Autoridad de Estadística de Filipinas, institución encargada de elaborar el censo, como ya había hecho con el de 2015, llevó a cabo un estudio preliminar entre el 20 de mayo y el 17 de junio de 2019. El censo iba a empezar a acometerse el 4 de mayo de 2020, pero hubo de aplazarse hasta septiembre por el estallido de la pandemia de COVID-19. Se emplearon diversos métodos para hacer las mediciones, incluidos uno en línea, entrevistas cara a cara, conversaciones telefónica y formularios.

## Resultados
Según los resultados, Filipinas tenía a fecha de 1 de mayo de 2020 una población total de 109 035 343 habitantes, lo que supuso un incremento del 1,63 % desde 2015. Calabarzon, con 16 200 000 habitantes, quedó como la región más poblada. En cuanto a las provincias, Cavite encabezaba la lista con 4 340 000 habitantes, mientras que Batanes, con 18 831, era la menos populosa.